# Vaná
Vanailson Luciano de Souza Alves, conhecido por Vaná (Planaltina, 25 de abril de 1991), é um futebolista brasileiro que joga como goleiro. Atualmente joga pelo Aris Limassol, do Chipre.

## Carreira
Vanailson foi revelado pelas categorias de base do Athletico Paranaense e depois foi para o Coritiba. Antes de tornar-se o goleiro reserva da equipe profissional, foi emprestado ao Canoas, Ulbra e Chapecoense para ganhar experiência. Em 2014, Vaná esteve presente no banco de reservas em todos as partidas oficiais, porém, não foi aproveitado em nenhuma oportunidade. Pelo Brasileirão, o mais perto que chegou de entrar em campo foi no jogo contra o Atlético Mineiro, pela 18ª rodada, no Couto Pereira, quando Vanderlei sofreu uma forte pancada e quase precisou ser substituído.
Em 2016 estava confirmada sua transferência para o Maringá, porém foi confirmado como reforço do ABC para temporada por empréstimo até o fim do ano. Pelo time potiguar conquistou o Campeonato Potiguar onde foi eleito o melhor goleiro da competição. Na vitória por 1 a 0 diante o rival América de Natal, Vaná disputou sua última partida pelo ABC em partida válida pela Série C. Ao todo disputou 36 partidas com a camisa alvinegra.
Em 23 de julho foi negociado pelo Coritiba, clube detém seus direitos, com o Feirense de Portugal. Após se destacar com a camisa Feirense, foi contratado em definitivo pelo Porto para a temporada de 2017-18 assinando contrato até 2021.

## Títulos
Coritiba
- Campeonato Paranaense: 2013

ABC
- Copa RN: 2016
- Campeonato Potiguar: 2016

Porto
- Campeonato Português: 2017–18

### Prêmios Individuais
- Seleção do Campeonato Potiguar: 2016
- Melhor Goleiro do Campeonato Potiguar: 2016